# Artur Mas i Gavarró
Artur Mas i Gavarró (Barcelona, 31 de gener de 1956) és un economista i polític català d'ideologia catalanista i liberal. Fou el 129è president de la Generalitat de Catalunya (2010-2016), així com president de la federació de Convergència i Unió (CiU), de Convergència Democràtica de Catalunya (CDC) i del Partit Demòcrata Europeu Català (2016-2018).
Llicenciat en Ciències Econòmiques i Empresarials per la Universitat de Barcelona, va iniciar la seva activitat política el 1982, quan va entrar al Departament de Comerç, Consum i Turisme de la Generalitat. Va ser conseller de Política Territorial i Obres Públiques (1995-1997), d'Economia i Finances (1997-2001) i conseller en cap (2001-2003) de la Generalitat de Catalunya. Del 2004 al 2010 exercí de cap de l'Oposició al Parlament de Catalunya.
El 27 de desembre de 2010, després de la victòria de CiU en les eleccions al Parlament, fou investit 129è President de la Generalitat de Catalunya. El 2016, després d'un acord entre Junts pel Sí i la CUP, va ser substituït com a President de la Generalitat per Carles Puigdemont.

## Biografia

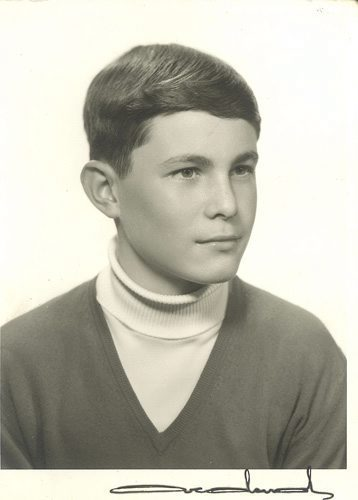
Retrat de joventut d'Artur Mas.

Artur Mas va néixer a Barcelona el 31 de gener de 1956. Fill gran de quatre germans (dos nois i dues noies) d'una família relacionada amb la indústria tèxtil de Sabadell (per part de mare) i la indústria metal·lúrgica del Poblenou. Cursà estudis al Liceu Francès de Barcelona i a l'Aula Escola Europea. Domina el català, el castellà, el francès i l'anglès. Es llicencià en Ciències Econòmiques i Empresarials a la Universitat de Barcelona.
Va iniciar la seva activitat professional el 1979, just acabat de llicenciar, en un grup d'empreses industrials dedicades a la producció de material de logística i elevació. Més tard, va dirigir una societat d'inversions propietat d'un grup industrial del sector de l'adoberia.
La primera vinculació amb el sector públic arriba l'any 1982, quan va entrar al Departament de Comerç, Consum i Turisme de la Generalitat de Catalunya com a col·laborador en la promoció exterior i en la captació d'inversions estrangeres per a Catalunya, primer com a cap del Servei de Fires i després com a Director General de Promoció Comercial. Aquestes responsabilitats el van atansar a Convergència Democràtica de Catalunya (CDC), formació de la qual era militant.

### Trajectòria política inicial (1987-2003)
Tot i haver ocupat càrrecs en el Departament de Comerç, Consum i Turisme de la Generalitat, la seva primera participació com a candidat fou a les eleccions municipals de 1987, com a membre de la candidatura de Convergència i Unió (CiU) a l'Ajuntament de Barcelona, encapçalada per Josep Maria Cullell. Hi va sortir elegit regidor i va ser reelegit el 1991 i el 1995. Dins del Grup Municipal de CiU, a l'Ajuntament barceloní va ser portaveu d'Afers Econòmics (1988-1991), portaveu del Grup Municipal (1991-1993) i president del mateix (1993-1995). També va ser diputat a la Diputació de Barcelona (1991-1995).
El 1995 formà part de la candidatura de CiU a les eleccions al Parlament de Catalunya de 1995 i va ser elegit diputat. El mateix any, el llavors president de la Generalitat, Jordi Pujol, el nomenà conseller de Política Territorial i Obres Públiques (1995-1997) de la Generalitat, i posteriorment conseller d'Economia i Finances (1997-2001). El 1999 tornà a ser elegit diputat a les eleccions al Parlament.

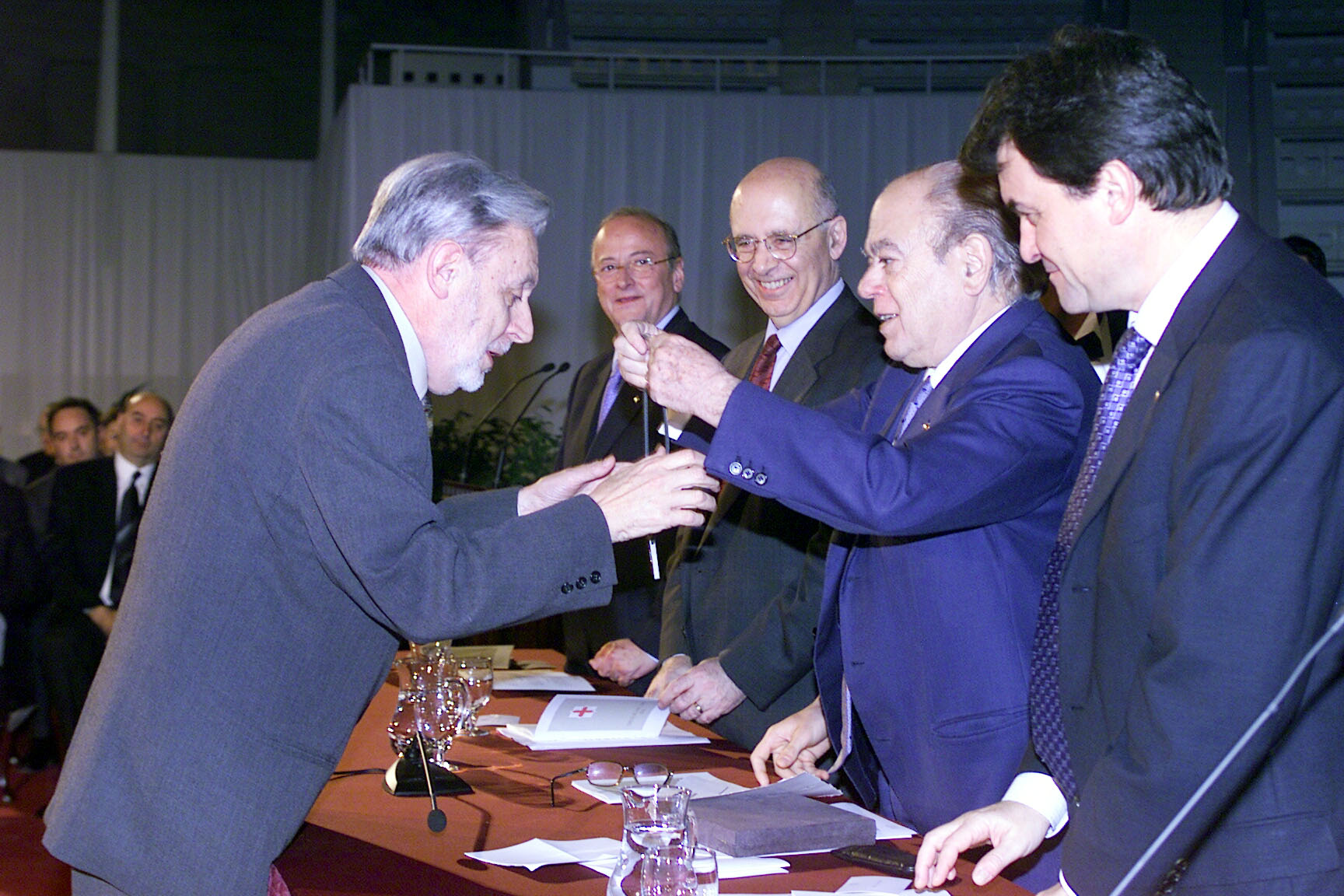
Mas (a la dreta), al costat del president Jordi Pujol quan concedia la creu de Sant Jordi a Narcís-Jordi Aragó

Va ser elegit president de la Federació de Barcelona de Convergència Democràtica de Catalunya el 1996. A partir de 1998 va ser membre del Secretariat Permanent de CDC. El novembre de 2000 va ser escollit secretari general en l'11è Congrés del partit celebrat a Cornellà de Llobregat, rellevant Pere Esteve, càrrec que revalidà als congressos de 2004 i 2008.
Va ser nomenat conseller en cap de la Generalitat el 17 de gener de 2001 i el 31 de març Jordi Pujol va anunciar davant el consell nacional de Convergència Democràtica de Catalunya (CDC) que no es presentaria a les eleccions catalanes i proposant Artur Mas com a candidat de Convergència i Unió (CiU) a les eleccions al Parlament de Catalunya de 2003 provocant una crisi entre els socis que es va resoldre establint la federació de CiU el 2 de desembre de 2001, quan CDC i Unió Democràtica de Catalunya (UDC) signen l'acord que dona solidesa i estabilitat a la coalició que compartien des les eleccions des del 1978 nomenant Pujol i Josep Antoni Duran i Lleida president i secretari general, respectivament. Amb el pacte, UDC va guanyar representativitat a les candidatures electorals en tant que no ocuparien el segon lloc quan no encapçalessin les llistes, i es reservava un 60% dels llocs a les llisres per a CDC, 20% per a UDC i el 20% restant a proposta de la federació.
El 2002 Mas fou proclamat candidat de CiU a la Presidència de la Generalitat a les eleccions al Parlament de Catalunya de 2003. Tot i que, per primera vegada a la història de Convergència i Unió, la majoria de sondejos no preveien la victòria, la federació nacionalista va aconseguir ser la força més votada, amb 46 escons i gairebé el 31% dels vots, en uns comicis celebrats el 16 de novembre de 2003. El resultat, però, no li va permetre ser president de la Generalitat, atès que la suma del PSC (que havia aconseguit més vots directes que CiU), ERC i ICV-EUiA va donar suport a un programa de Govern comú, investint Pasqual Maragall com a president de la Generalitat.

### Cap de l'oposició (2003-2010)
Durant la VII legislatura va liderar l'oposició al Parlament de Catalunya en el mandat del president de la Generalitat, Pasqual Maragall. El 2005, el mateix president Maragall va promoure oficialitzar el càrrec de cap de l'oposició que fins al moment havia existit de facto. Artur Mas va ser el primer nomenat com a tal.
El projecte més transcendental d'aquella legislatura fou la redacció d'un nou Estatut d'Autonomia de Catalunya. El 30 de setembre de 2005, el Parlament de Catalunya va aprovar, per 120 vots a favor i 15 en contra, una proposta de text que reconeixia Catalunya com a nació, preveia un nou model de finançament i dotava la Generalitat de major autogovern. El 2 de novembre del mateix any, els presidents dels tres primers Grups Parlamentaris de la cambra catalana (Artur Mas, Manuela de Madre i Josep-Lluís Carod-Rovira) van presentar i defensar la proposta del nou Estatut davant del Congrés dels Diputats.
Després de mesos de negociació entre els parlamentaris catalans i les Corts Generals i Govern espanyol per arribar a un acord sobre el contingut final de l'Estatut, Artur Mas, com a líder de CiU, va arribar a un acord amb el President del Govern espanyol, José Luís Rodríguez Zapatero, sobre el redactat final de l'Estatut. Aquest acord, al qual es van sumar el PSC i ICV-EUiA, modificava notablement la proposta presentada des del Parlament de Catalunya, retocava més de la meitat dels articles, es reconeixia Catalunya com a nacionalitat i es modificava la proposta de finançament inicial. Aquesta proposta d'Estatut va ser aprovada finalment pels ciutadans de Catalunya en un referèndum celebrat el 18 de juny de 2006.
Aprovat el nou text estatutari, el president de la Generalitat, Pasqual Maragall, va dissoldre el Parlament sense esgotar la legislatura, i va convocar eleccions l'1 de novembre de 2006. Des de la sortida d'ERC del Govern, aquell mateix any governava sense una majoria estable a la cambra catalana.

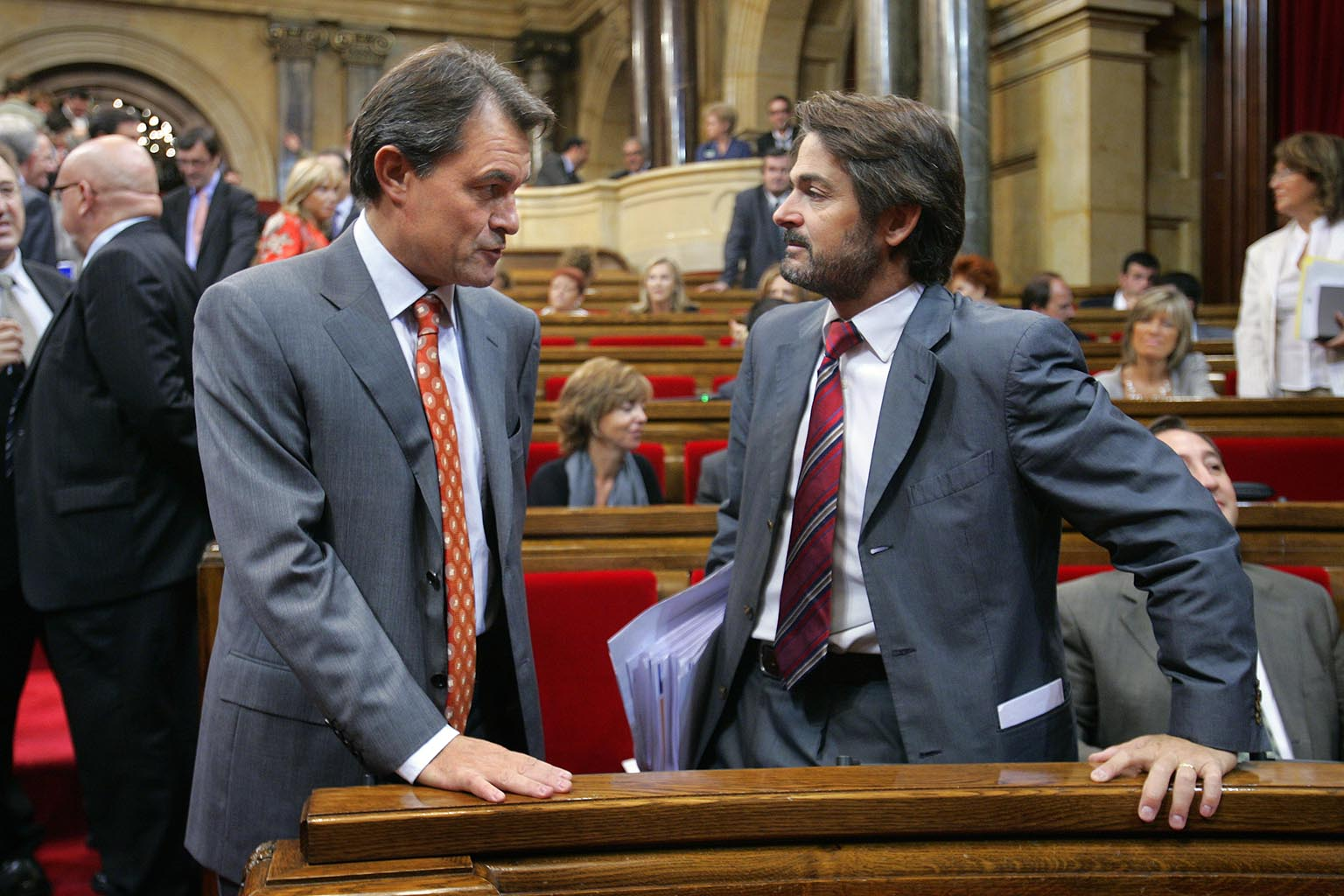
Artur Mas amb Oriol Pujol el 2009.

Aquesta va ser la segona vegada que Mas concorria com a cap de llista de CiU a unes eleccions del Parlament de Catalunya. CiU va aconseguir ser la força amb més vots i va guanyar dos escons més, obtenint-ne 48. De totes maneres, l'aritmètica parlamentària va permetre reeditar el pacte que PSC, ERC i ICV-EUiA ja havien realitzat en l'anterior legislatura. José Montilla i Aguilera, el candidat socialista, va ser investit president de la Generalitat i Artur Mas assumia de nou el paper de cap de l'Oposició a la VIII legislatura.
Entre l'activitat promoguda per Mas en aquest període hi ha la de promocionar les línies per refundar el catalanisme amb el projecte La Casa Gran del Catalanisme, iniciat el 2007.
El gener de 2010, Mas fou proclamat per tercera vegada consecutiva candidat de CiU a la presidència de la Generalitat a les eleccions que es van celebrar el 28 de novembre. La formació va obtenir una àmplia victòria, amb més del 38% dels vots i amb un total de 62 diputats al Parlament, dels 135 totals. Els resultats van permetre a CiU accedir al Govern de la Generalitat.

### Presidència de la Generalitat (2010-2016)

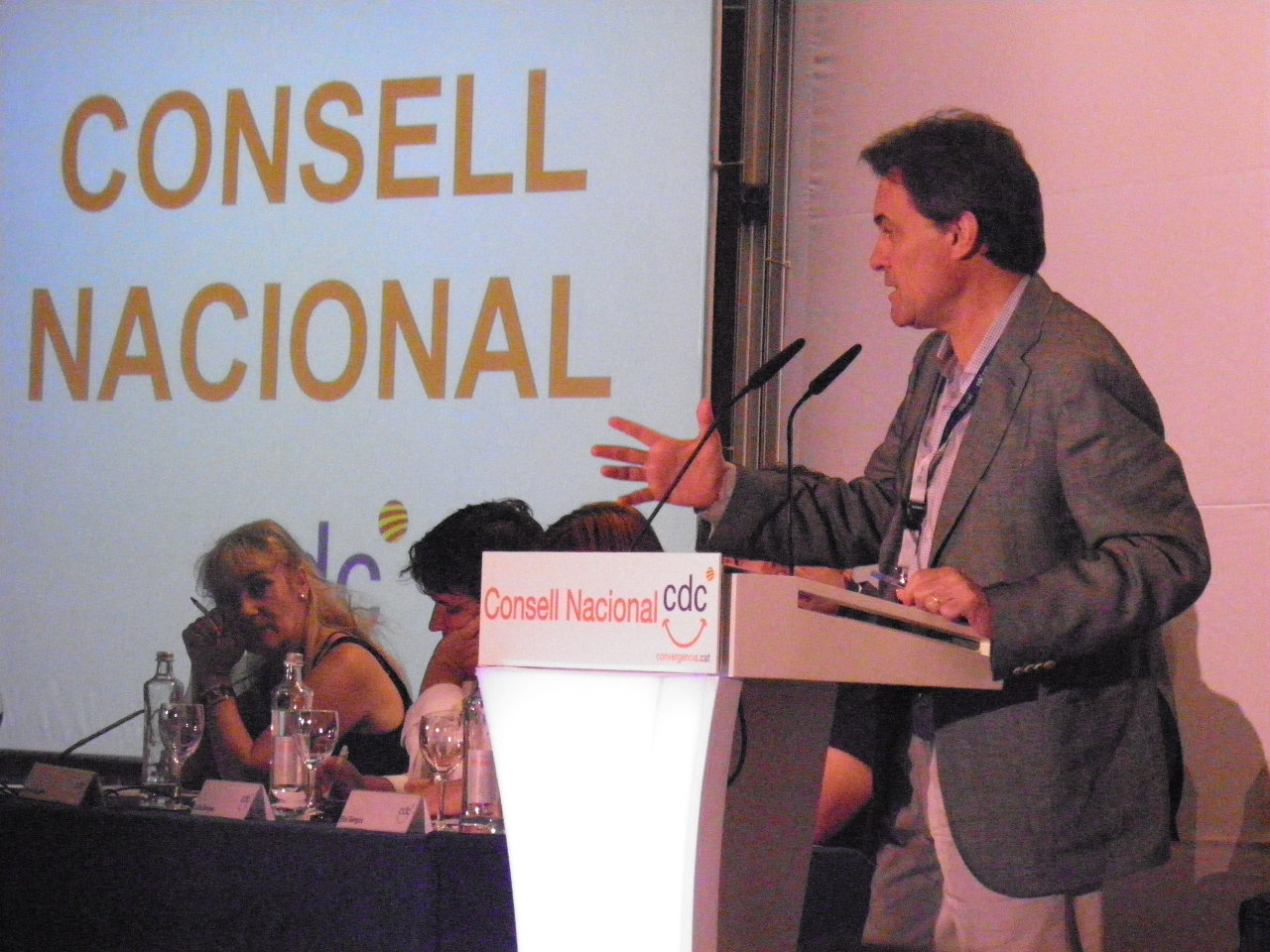
Artur Mas en el consell nacional de CDC, el 2011.

Havent-se constituït el Parlament de l'onzena legislatura, el 16 de desembre de 2010, la presidenta del Parlament, Núria de Gispert, el proposà com a candidat a la presidència de la Generalitat. En el discurs d'investidura, Mas reivindicà un nou model de finançament per a Catalunya, inspirat en el concert econòmic, com el gran repte per als pròxims anys i proclamà la transició nacional de Catalunya basada en el dret a decidir.

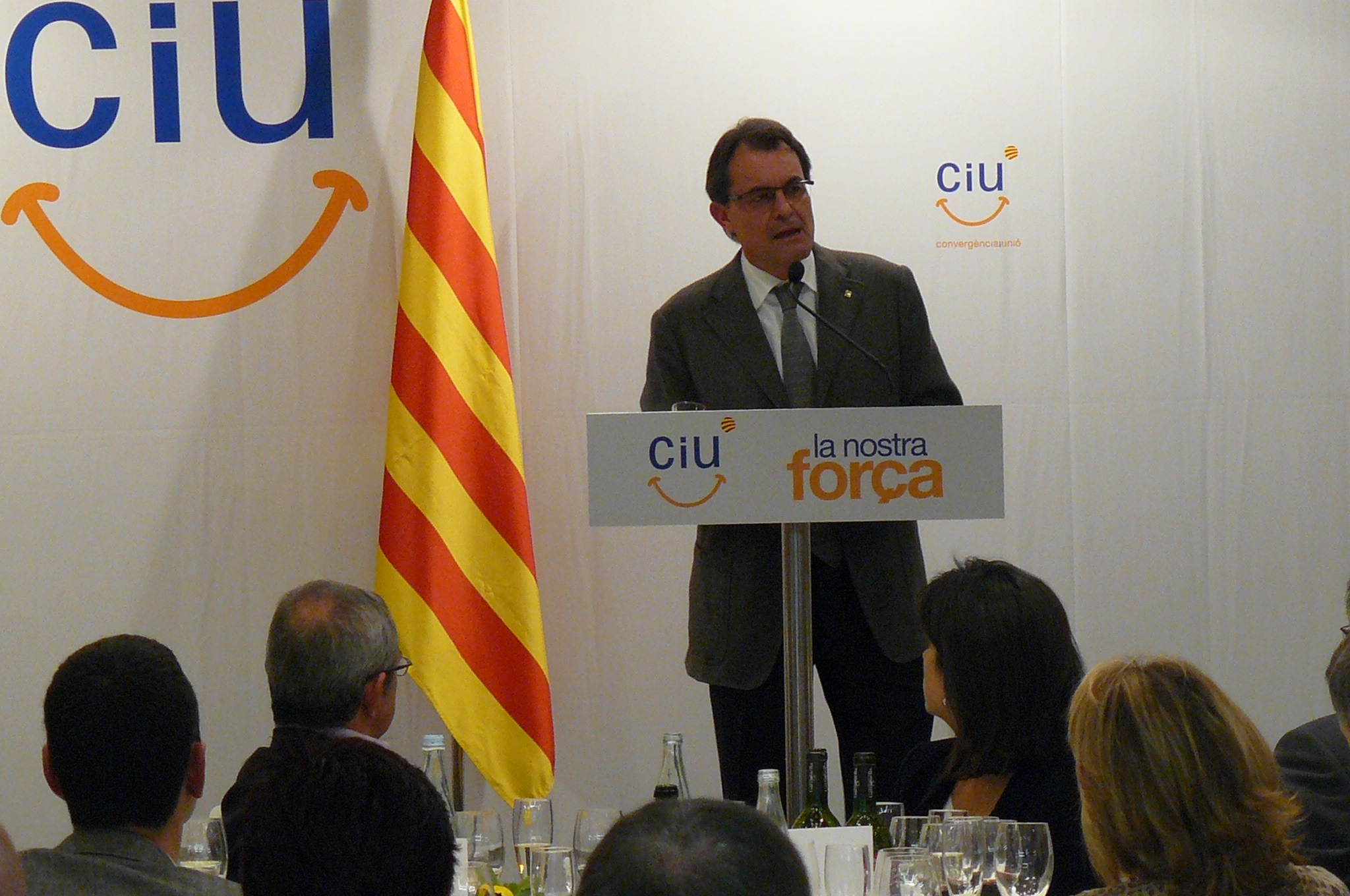
Artur Mas fent un discurs després de les eleccions generals de 2011 a Figueres.

El 23 de desembre fou investit 129è President de la Generalitat de Catalunya, gràcies al suport del Grup Parlamentari de Convergència i Unió, i a l'abstenció en una segona volta del grup del PSC. Va prendre possessió del càrrec el 27 de desembre, recollint el testimoni del seu predecessor José Montilla. Va prometre exercir el càrrec amb lleialtat al rei, la Constitució i l'Estatut i amb plena “fidelitat al poble de Catalunya”.

#### Primer mandat (2010-2012)
L'endemà d'accedir al Palau de la Generalitat, va nomenar el seu primer Govern, que va entrar en funcionament a partir del 29 de desembre. Entre els seus integrants, cal destacar la vicepresidenta del Govern, Joana Ortega, d'UDC i propers a l'entorn de Mas, com ara Felip Puig (Interior), Irene Rigau (Ensenyament), Lluís Miquel Recoder (Territori i Sostenibilitat). També hi va donar entrada a independents com Boi Ruiz, al capdavant Salut, Francesc Xavier Mena, a Empresa i Ocupació, o també la del socialista Ferran Mascarell a Cultura.
En la seva primera trobada com a president de la Generalitat amb José Luis Rodríguez Zapatero, el febrer de 2011, Zapatero li va exigir una retallada pressupostària superior al 10%. Mas va sortir de la Moncloa reconeixent només dos acords concrets: el reconeixement a pagar un deute pendent amb Catalunya del 2008 de 759 milions d'euros, i que el Govern autoritzaria en poques setmanes una nova emissió de deute per valor de 2.500 milions.

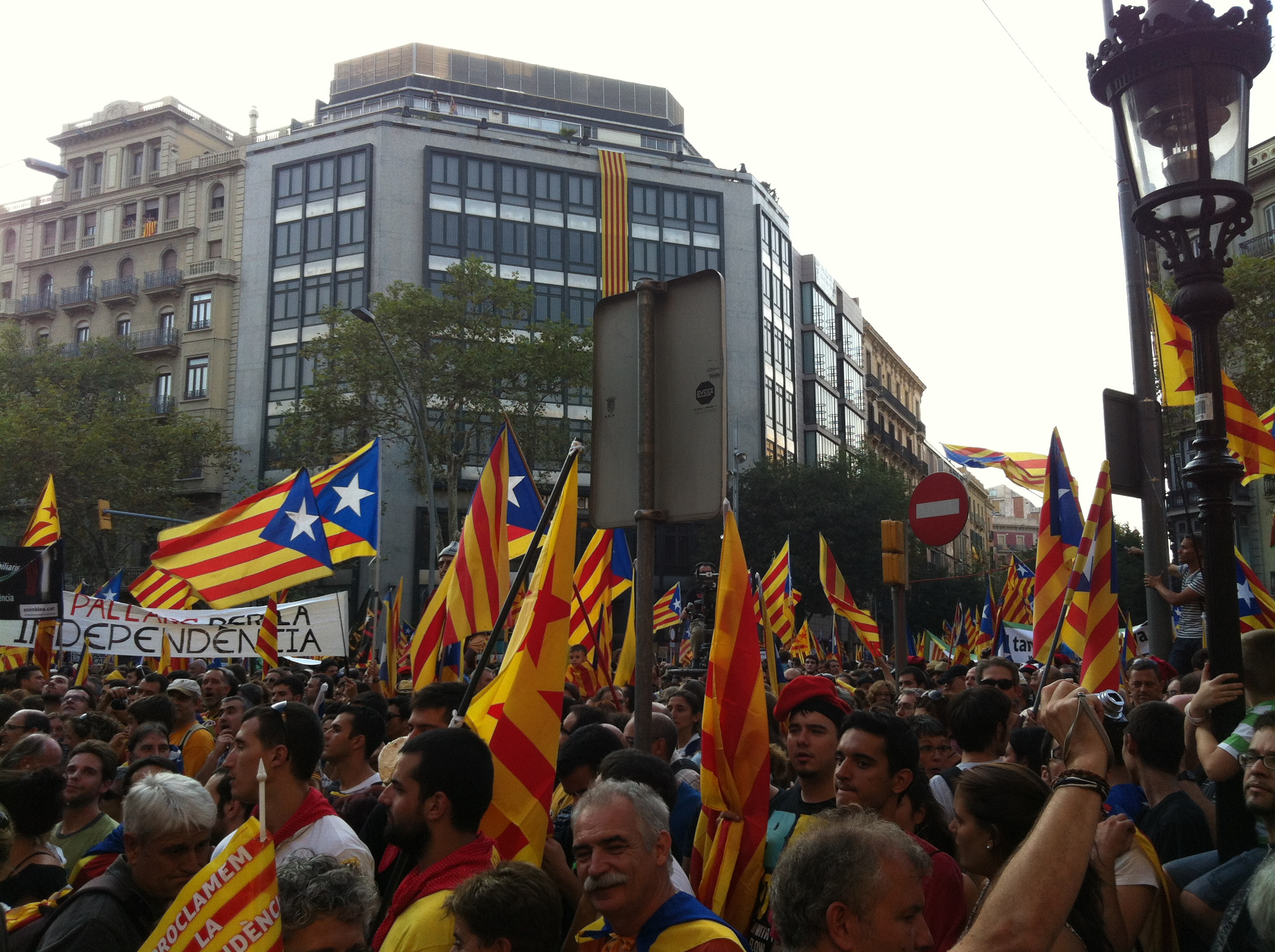
Manifestació de l'11 de setembre de 2012.

L'obra de govern realitzada en el seu primer executiu es va veure marcada per l'adopció de mesures per reduir el nivell de dèficit de la Generalitat amb l'aprovació de retallades pressupostàries o bé amb l'augment de taxes, en àmbits com la Universitat o la Justícia, i la implantació d'algunes noves com la d'un euro per cada producte receptat pel Servei Català de la Salut o la taxa turística, malgrat haver pres la mesura inicial del mandat de suprimir l'Impost de Successions.
El 24 de març de 2012 deixà la secretaria general de Convergència Democràtica de Catalunya, atès que els estatuts del partit li impedien un nou mandat, i passà a presidir el partit, com a substitut de l'històric Jordi Pujol.
Arran de la diada de l'11 de setembre de 2012, marcada per la manifestació convocada per l'Assemblea Nacional Catalana a favor de la independència de Catalunya i amb prop de dos milions d'assistents (segons els organitzadors), i també de la negativa del president del Govern espanyol, Mariano Rajoy, a negociar la proposta de pacte fiscal aprovada pel Parlament aquell mateix any, Mas i CiU van prendre posició a favor d'un Estat propi per a Catalunya i va convocar eleccions a la cambra catalana, pel 25 de novembre, amb el debat de l'autodeterminació i del dret a decidir com a aspecte protagonista.

#### Segon mandat (2012-2016)

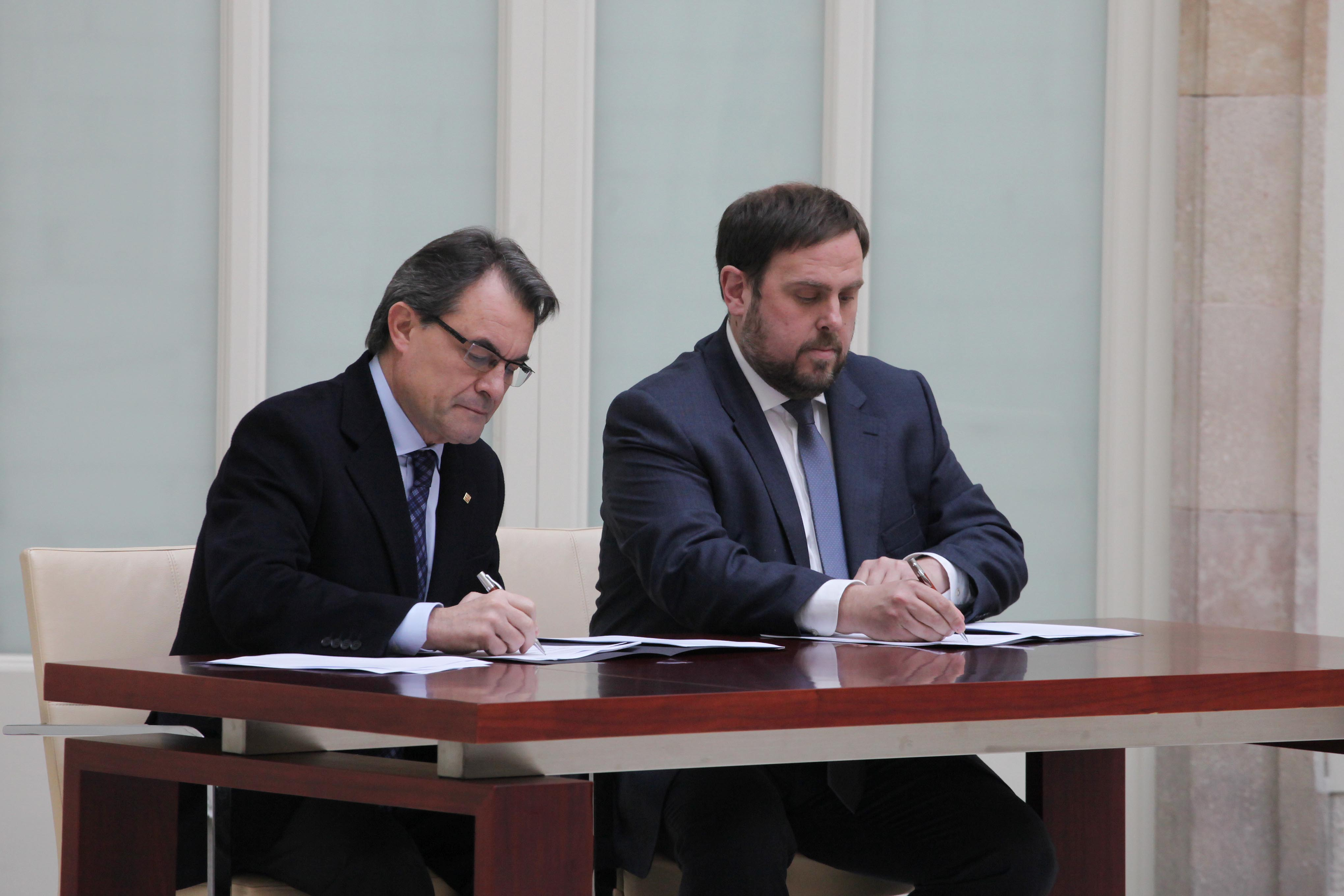
El President de la Generalitat de Catalunya Artur Mas i el Cap de l'oposició Oriol Junqueras, signant el pacte de governabilitat 2012-2016 el dia 19 de desembre del 2012.

Els comicis, que van elegir el Parlament de la X legislatura, van suposar per a les candidatures de Convergència i Unió la pèrdua de 90.489 vots. Tot i guanyar les eleccions, van obtenir 50 diputats dels 135 totals, 12 menys que fins llavors, en una contesa amb una participació inèdita del 70% del cens electoral. Aquests comicis donaren una majoria parlamentària a les forces polítiques partidàries de celebrar un referèndum sobre la independència de Catalunya que havia assumit anteriorment el president Mas.
Una vegada constituïda la cambra catalana, la reelegida presidenta del Parlament, Núria de Gispert, el va proposar de nou com a candidat a presidir la Generalitat, el 18 de desembre. Mas fou investit per segona vegada President de la Generalitat de Catalunya el 21 de desembre de 2012 per 71 vots a favor (CiU i ERC) i 63 en contra (PSC, PP, ICV-EUiA, Ciutadans i CUP). El 24 de desembre va prendre possessió del càrrec al Palau de la Generalitat de Catalunya. Esquerra es quedà a l'oposició tot donant estabilitat al govern de la Generalitat de Catalunya encapçalat per Artur Mas.
Les retallades i el límit de dèficit públic imposats des del govern espanyol van provocar la pròrroga dels pressupostos per a l'any 2012. Mas va convocar una Consulta sobre la independència de Catalunya per al 9 de novembre de 2014, el 25 de novembre va proposar la creació d'una llista combinada de partits polítics, societat civil i professionals a favor del sí per les eleccions que va reeixir, en bona part, amb l'anunci el 14 de gener de 2015 d'una entesa amb ERC i altres entitats sobiranistes per convocar eleccions pel 27 de setembre de 2015.

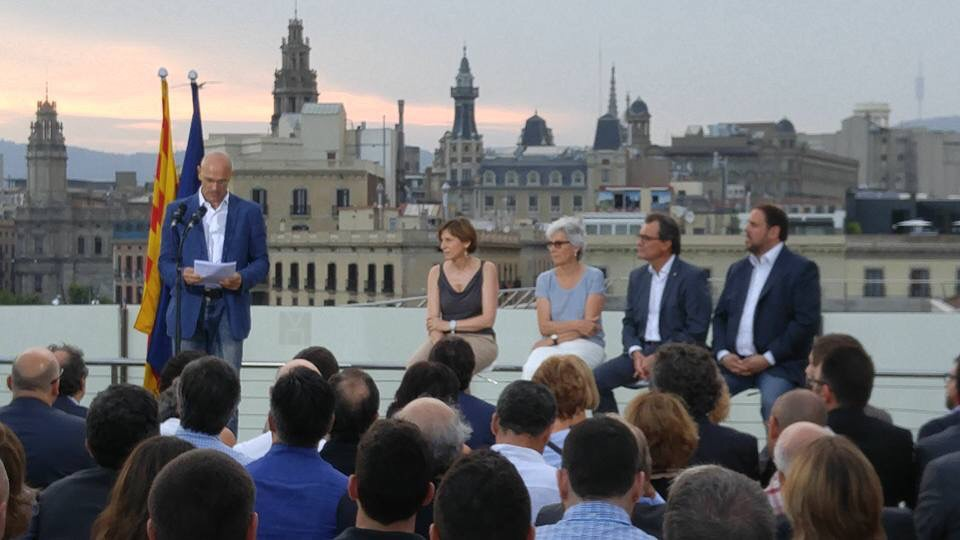
Presentació de la candidatura de Junts pel Sí, amb Raül Romeva, Carme Forcadell, Muriel Casals, Artur Mas i Oriol Junqueras.

Uns mesos després, a mitjans de juliol del 2015, CDC, ERC i les entitats independentistes Assemblea Nacional Catalana i Òmnium Cultural es van posar d'acord per a fer una llista independentista per a les eleccions al Parlament del setembre. Aquesta candidatura inclouria els partits, associacions i moviments a favor de la independència, i fou anomenada Junts pel Sí. Mas era el candidat a la Presidència de la Generalitat d'aquesta candidatura, malgrat que aquesta no fos encapçalada per ell (sinó per Raül Romeva), ja que conformava el número quatre per Barcelona. Aquest fet va ser criticat diverses vegades per la resta de partits del Parlament.

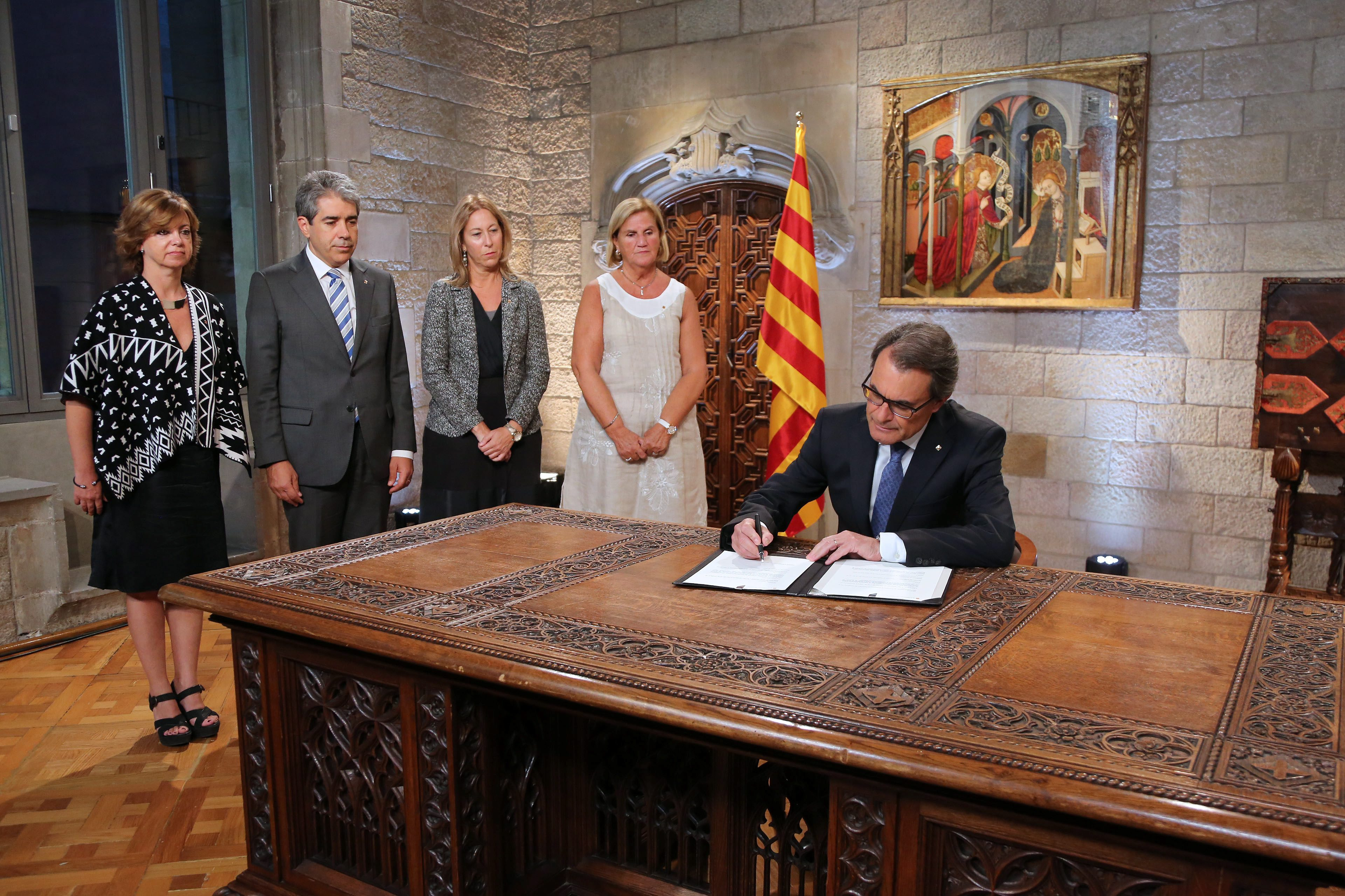
Artur Mas signant la convocatòria d'eleccions al Parlament de Catalunya 2015.

La campanya per a les eleccions començà l'11 de setembre de 2015 i es va basar a presentar les eleccions al Parlament com a plebiscitàries, intentant aconseguir convèncer indecisos, ja que partien de la teoria que el vot independentista ja estava hipermobilitzat. El principal objectiu que va reclamar el mateix Mas va ser «una victòria clara, diàfana i rotunda per garantir l'únic canvi real a Catalunya», en l'acte central de campanya a la Farga de l'Hospitalet de Llobregat. La campanya va finalitzar a l'Avinguda Maria Cristina de Barcelona, en un acte que va concentrar 70.000 persones.
Els resultats de les eleccions van donar a Junts pel Sí 62 escons i 1.957.348 vots, sent la força més votada a totes les províncies, comarques i en la majoria dels municipis, però sense obtenir la majoria absoluta tan demanada durant la campanya. Malgrat això, l'independentisme va guanyar en escons, ja que sumant els 10 escons de la Candidatura d'Unitat Popular es superaven els 68 necessaris per a la majoria absoluta, però no en vots, ja que sumant els vots d'ambdues formacions arriben al 47,8%. Mas va qualificar el resultat de les eleccions de victòria, i també va assenyalar que «havien obtingut el mandat explícit per tirar endavant el procés d'independència».

#### Després de les eleccions
L'endemà de les eleccions començaren les negociacions entre Junts pel Sí i la CUP per a obtenir un acord per a poder investir Mas, quelcom complicat posat que la CUP va esmentar durant la campanya que no l'investiria, argumentant les retallades dutes a terme pel seu govern, entre d'altres. Aquell mateix dia, el Tribunal Superior de Justícia de Catalunya cità Mas com a imputat pel procés participatiu del 9 de novembre de 2014 el dia 15 d'octubre de 2015, coincidint amb el 75è aniversari de l'afusellament de Lluís Companys, juntament amb Irene Rigau i Joana Ortega. Mas va afirmar que legalment no va desobeir i es declarà «democràticament rebel davant l'Estat per haver posat les urnes».

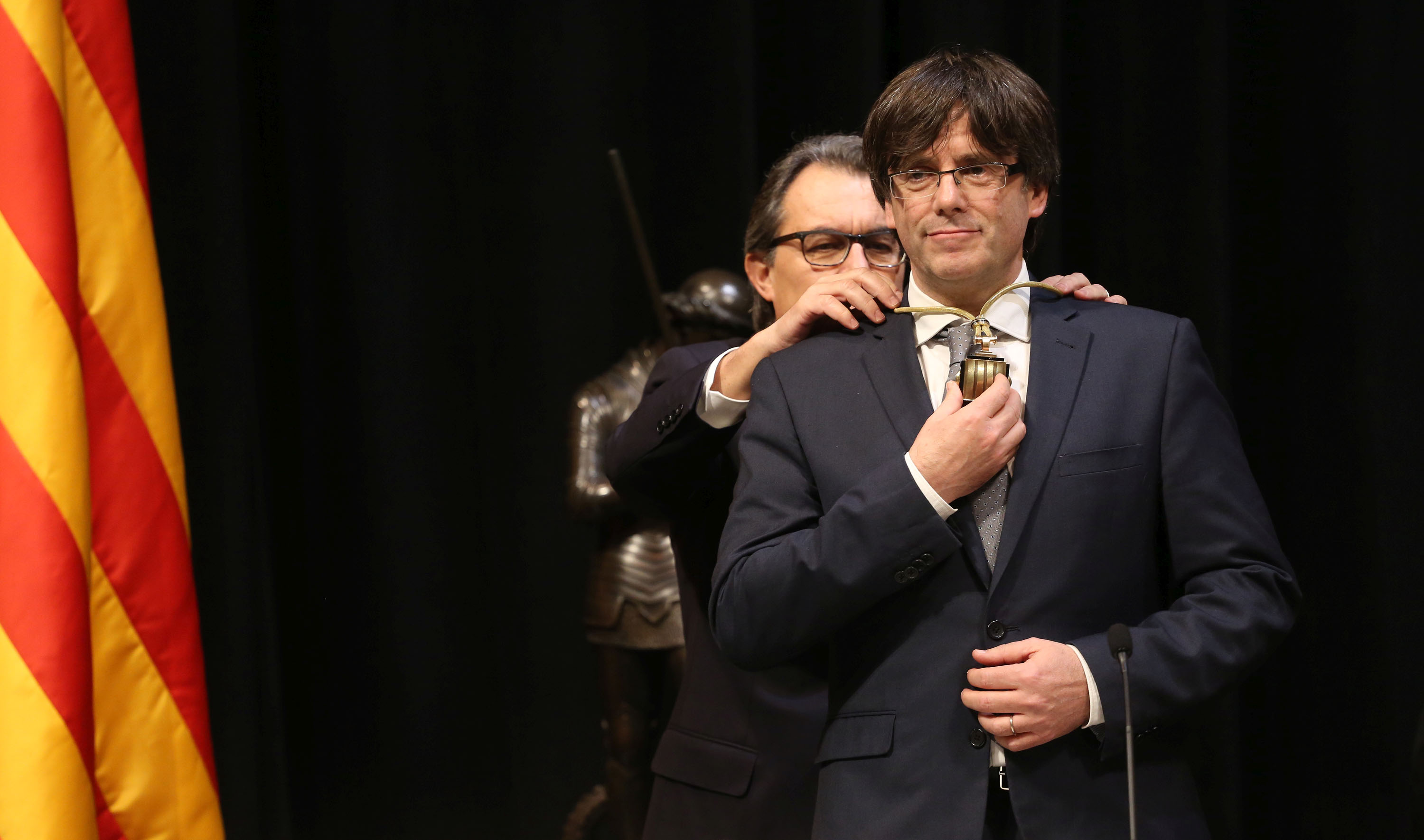
Artur Mas imposa la medalla a Carles Puigdemont, el 12 de gener de 2016

Van passar les setmanes però Junts pel Sí i la CUP no van arribar a cap acord per a la primera sessió d'investidura de Mas com a President de la Generalitat, celebrada el dia 10 de novembre, amb els 62 vots de Junts a favor i 73 en contra. Dos dies després, tampoc fou investit a la segona sessió d'investidura, fet que encara no havia passat amb cap candidat a la Presidència. A partir d'aleshores, s'obria un període màxim de 2 mesos que finalitzava el 9 de gener de 2016, i si durant aquest temps no hi havia hagut investidura, es repetirien eleccions al març de 2016.
Durant aquest període, la CUP es va mantenir ferma en la seva decisió de no investir Mas. Quan ja s'havien celebrat les eleccions generals del 20 de desembre, encara no s'havia arribat a cap acord. Uns dies després, el 27 de desembre, la CUP va celebrar una assemblea a Sabadell per demanar als militants si havia d'investir Mas o no. El resultat final fou, però, de 1.515 vots, un empat tècnic. Finalment però, l'opció de no investir Mas es va imposar el 2 de gener, i la CUP va demanar aleshores que es canviés el candidat per evitar la repetició d'eleccions.
El 9 de gener de 2016, després d'un acord in extremis entre Junts pel Sí i la CUP, es va anunciar que Mas seria substituït com a president de la Generalitat per Carles Puigdemont i el nou candidat va ser investit l'endemà, amb 70 vots a favor (62 de JxSí i 6 de la CUP), dues abstencions (de la CUP) i la resta de vots en contra. El dia 12 de gener fou investit Puigdemont.

### Després de la presidència

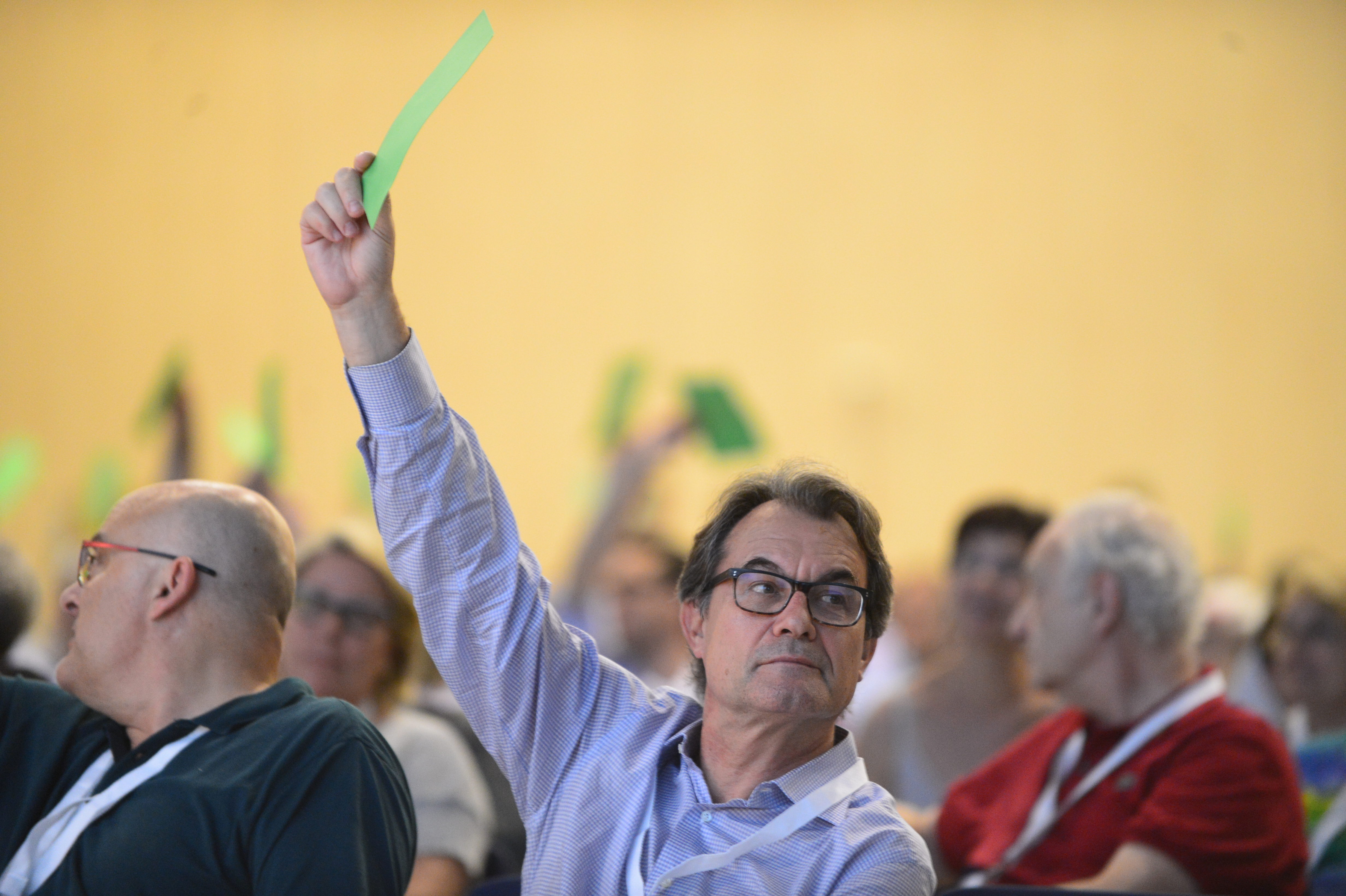
Artur Mas al congrés fundacional del Partit Demòcrata.

Mas, l'endemà de la presa de possessió de Carles Puigdemont com a President de la Generalitat, renuncià a l'acta de diputat al Parlament, centrant-se així en la refundació del seu partit, Convergència Democràtica de Catalunya. Dos mesos després va afirmar que la nova CDC hauria de ser més «sobiranista» que «independentista».
Mesos després, l'abril de 2016, quan ja se sabia que hi hauria noves eleccions generals a Espanya el 26 de juny davant del fracàs de les negociacions dels darrers mesos, Mas va descartar finalment participar i/o liderar en una candidatura conjunta de CDC i ERC a Madrid que ell havia proposat davant la negativa d'ERC.
Sobre la refundació del seu partit, Mas va afirmar el 4 de maig de 2016 que votaria que sí a la creació d'un nou partit al congrés nacional de CDC del juny, per a deixar enrere l'etapa de CDC. Aquell mateix dia va advertir a ERC que «sense independència no hi haurà independència», i que en la creació d'un nou partit ell hi seria present.
El març de 2017 el Tribunal Superior de Justícia de Catalunya condemnà Artur Mas, Joana Ortega i Irene Rigau a multes i penes d'inhabilitació d'entre 18 i 24 mesos per la Consulta sobre la independència de Catalunya del 9N de 2014. El Tribunal de Comptes també els va jutjar com a responsables comptables dels preparatius de la consulta i els reclamà 5,2 milions d'euros.

### President del Partit Demòcrata Europeu Català
El 23 de juliol de 2016 va ser elegit president del Partit Demòcrata Europeu Català (PDECat) en eleccions primàries amb el 95,07% dels vots formant tàndem amb Neus Munté com a vicepresidenta en una candidatura sense oponents. L'expresident va assegurar que el nou partit «va de debò» i que naixia de la refundació de CDC per a crear un Estat per a Catalunya. Mas va ser present en les negociacions i deliberacions al Palau de la Generalitat durant el mes d'octubre de 2017, els dies previs a la Declaració d'Independència de Catalunya. Posteriorment, va dimitir del càrrec de President del Partit Demòcrata el 9 de gener de 2018, amb una conferència de premsa durant la qual va dir que «Dos anys després del pas al costat, avui faig un altre pas al costat». El 9 de gener de 2018 va anunciar que dimitia de la presidència del Partit Demòcrata. Diversos mitjans van relacionar aquesta dimissió amb la proximitat de la sentència del Cas Palau.

### Després de la presidència del Partit Demòcrata Europeu Català
Arran del trencament de les negociacions sobre la reorganització de l'espai polític que comprenia la coalició Junts per Catalunya, en què es trobava el Partit Demòcrata Europeu Català (PDECat), i juntament amb càrrecs electes provinents d'altres tradicions polítiques, a iniciativa de l'expresident Carles Puigdemont es creà el partit Junts per Catalunya, però Mas es mantingué al PDECat.
Els mals resultats electorals i els conseqüents problemes econòmics van forçar a l'organització a la seva dissolució el 28 d'octubre de 2023.
En octubre de 2024, Mas va manifestar la seva voluntat d'afiliar-se a Junts per Catalunya.

## Família i vida privada

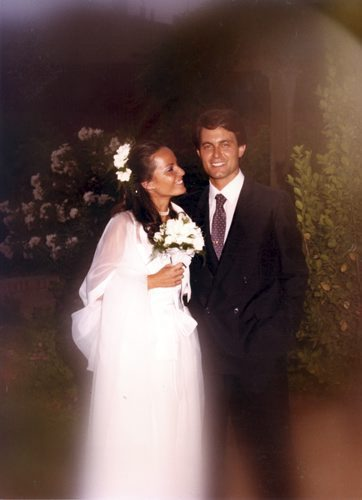
Fotografia del casament d'Artur Mas i Helena Rakòsnik (1982).

Mas va conèixer la seva esposa Helena Rakòsnik en un ball, al casament d'un amic seu a Lloret de Mar, l'any 1979. Es van casar el 1982 a l'ermita romànica de Santa Maria de Llerona (les Franqueses del Vallès). La seva lluna de mel va ser a Venècia, passant per la costa Blava i la costa de Ligúria. Tenen tres fills: la Patrícia, l'Albert i l'Artur. Els seus pares eren Artur Mas Barnet i Montserrat Gavarró, i té quatre germanes, dues de les quals van morir. El 29 de juny de 2013 es va casar la seva filla gran, la Patrícia, amb l'advocat Rubén Torrico, a la població menorquina de Fornells. Tres anys després, el gener del 2016, Mas i Rakòsnik es van convertir en avis de bessones, Gal·la i Helena, filles de la seva filla gran Patrícia.
La família Mas té dues cases de vacances: una per a l'estiu a Vilassar de Mar (el Maresme) i una altra per a l'hivern a Llívia (la Cerdanya). També estiuegen a Fornells. Els diumenges la família sol assistir a missa a la parròquia de Sant Ildefons (Sant Gervasi, Barcelona). La seva llengua materna és el català, i parla l'anglès, el castellà, el francès i també sap una mica d'alemany.
Les seves aficions són la lectura, amb una especial predilecció per la literatura i la poesia franceses. També li agrada anar al cinema i al teatre. L'esport és una altra de les seves grans aficions. De més jove jugava a futbol, handbol, bàsquet, voleibol, ciclisme, tennis, esquí, entre d'altres. És soci del FC Barcelona. Actualment es decanta més per la natació, que procura practicar de forma regular.

## Premis i reconeixements
- Catalunya-Israel (2016).[83][84]